# Babygrande Records
Babygrande Records, parfois stylisé Baby Grande,, ou simplement Babygrande, est un label indépendant de hip-hop underground américain, situé à New York, fondé par Chuck Wilson. Babygrande est distribué par Koch Entertainment sur le continent américain.

## Histoire
Babygrande Records est fondé en 2001, par Chuck Wilson. En 2007, Babygrande publie The Hollywood Recordings de Sa-Ra Creative Partners.
Le label publie le LP intitulé Babygrande Presents: The Reflection Eternal Collection. À ce sujet, Talib Kweli s'en prend violemment au fondateur Chuck pour cette publication,. Il déclare sur son compte Tweeter : « Des gens comme ce mec Chuck, c'est à cause d'eux que les affaires soient devenues merdiques. S'il vous plait, boycottez ces serpents, n'achetez rien. Nique Baby Grande. J'ai pas l'habitude de le dire publiquement, mais nique Baby Grande et tous ceux qui y sont attachés. Merci, je me casse. » Babygrande Records s'en était d'ailleurs pris aux rappeurs Vinnie Paz des Jedi Mind Tricks et à Jean Grae du groupe Blacksmith de Kweli pour magouilles présumées. En 2011, le label est poursuivi en justice par Wiz Khalifa pour redevances non payées de son album Deal or No Deal. Malbon Brothers Farms, qui s'occupe des services marketing de l'album, explique que le label avait reçu 20 % des profits nets issus des ventes de l'album pour sa campagne publicitaire. Malbon Brothers Farms porte l'affaire à la Court suprême de l'État de New York, réclamant $200 000 de dommages. Pour fêter sa dixième année d'existence, le label s'associe à FrankRadio.
En 2012, Freeway signe avec le label. En 2013, le label porte plainte contre trois sociétés qui auraient publiées sans autorisation un single et le clip vidéo d'un duel entre U-God et GZA. Toujours en 2013, le label signe le beat maker Kasim Keto. En 2014, le rappeur Lee Bannon annonce un nouvel EP au label,. La même année en 2014, le rappeur Ricky Vaughn signe avec le label.

## Membres

### Membres actuels
- 7L & Esoteric
- Agallah the Don Bishop
- Apathy
- Army of the Pharaohs
- Blue Sky Black Death
- Bronze Nazareth
- Canibus (RTJ)
- Cherrywine
- Chief Kamachi
- Custom Made
- DK
- GZA/Genius
- Hi-Tek
- Immortal Technique
- Jakki the Motamouth
- Jus Allah (récemment re-signé sur le label)
- Lawless Element
- Lost Children of Babylon
- Lord Jamar
- OuterSpace
- Purple City
- Randam Luck
- Sharkey
- The Society of Invisibles
- Think Differently Music
- UnKasa

### Anciens membres
- Agallah
- Brand Nubian
- Jean Grae
- Jay-C Hirst
- Supernatural
- Immortal Technique
- Raouf Al-Talla
- Evil Dead
- Matlock
- Mountain Brothers
- Navaho Smith
- K-Bobb Johnz

## Discographie
- 2003 : Jedi Mind Tricks - The Psycho-Social, Chemical, Biological & Electro-Magnetic Manipulation of Human Consciousness (réédition)
- 2003 : Mountain Brothers - Triple Crown
- 2003 : Supernatural - The Lost Freestyle Files
- 2003 : Canibus - Rip the Jacker
- 2003 : Jedi Mind Tricks - Visions of Gandhi
- 2003 : Jean Grae - The Bootleg of the Bootleg EP
- 2004 : Sharkey - Sharkey's Machine
- 2004 : Jedi Mind Tricks presents Outerspace - Outerspace
- 2004 : Outerspace - Blood and Ashes
- 2004 : 7L & Esoteric - DC2: Bars of Death
- 2004 : Immortal Technique - Revolutionary Vol. 1 (réédition)
- 2004 : Jedi Mind Tricks - Legacy of Blood
- 2004 : Jean Grae - This Week
- 2004 : Brand Nubian - Young Son/ Still Livin' In The Ghetto[15]
- 2004 : Jedi Mind Tricks - Violent By Design (réédition)
- 2005 : Purple City - Road to Riches: Best of Purple City Mixtape
- 2005 : Jus Allah - All Fates Have Changed
- 2005 : 7L & Esoteric - Moment of Rarities
- 2005 : Immortal Technique - Revolutionary Vol. 2 (réédition)
- 2005 : Lawless Element - Soundvision: In Stereo
- 2005 : Dreddy Kruger presents Think Different Music - Wu-Tang Meets the Indie Culture
- 2005 : Purple City - Paris to Purple City
- 2005 : Canibus - C True Hollywood Stories (réédition)
- 2005 : Canibus - Mic Club: The Curriculum (réédition)
- 2005 : Killah Priest - Priesthood (réédition)
- 2005 : Jakki Da Motamouth - God vs. Satan
- 2006 : The Lost Children of Babylon - Where Light Was Created: The Equidivium (réédition)
- 2006 : The Lost Children of Babylon - Words From the Duat: The Book of Anubis (réédition)
- 2006 : The Lost Children of Babylon - The 911 Report: The Ultimate Conspiracy
- 2006 : Apathy - Eastern Philosophy
- 2006 : Jedi Mind Tricks presents Army of the Pharaohs - The Torture Papers
- 2006 : Bronze Nazareth - The Great Migration
- 2006 : Purple City - Born to the Purple
- 2006 : Purple City - The Purple Album
- 2006 : DK - King Me Mixtape
- 2006 : Agallah - Propane Piff Mixtape
- 2006 : 7L & Esoteric - A New Dope
- 2006 : Lord Jamar - The 5% Album
- 2006 : Chief Kamachi - Concrete Gospel
- 2006 : The Society of Invisibles - The Society of Invisibles
- 2006 : Agallah - You Already Know
- 2006 : Blue Sky Black Death - Blue Sky Black Death presents: The Holocaust
- 2006 : Outerspace - Blood Brothers
- 2006 : Custom Made - Sidewalk Mindtalk
- 2006 : Jedi Mind Tricks - Servants in Heaven, Kings in Hell
- 2006 : Hi-Tek - Hi-Teknology² : The Chip
- 2007 : C-Rayz Walz & Sharkey - Monster Maker
- 2007 : The Society of Invisibles - Episode 19
- 2007 : Hi-Tek - Hi-Teknology 3 : Underground
- 2008 : Randam Luck - Conspiracy of Silence
- 2008 : Blue Sky Black Death - Late Night Cinema'
- 2008 : Dame Grease - Goon Musik
- 2008 : Ransom - Street Cinema
- 2008 : T.H.U.G. Angelz (Hell Razah & Shabazz the Disciple) - Welcome to Red Hook Houses
- 2008 : Snowgoons - Black Snow
- 2008 : Blue Sky Black Death - The Holocaust: Instrumentals
- 2008 : NYOIL - Hood Treason (Deluxe Edition)
- 2008 : Doap Nixon - Sour Diesel
- 2008 : Almighty - Original S.I.N.
- 2008 : King Syze - The Labor Union
- 2008 : Lil' Dap - I.A.Dap
- 2008 : Outerspace - God's Fury
- 2008 : Bronze Nazareth - Thought For Food Vol. I and II[16]
- 2008 : Jedi Mind Tricks - A History of Violence[17]
- 2008 : Ras Kass - Institutionalized Vol. 2
- 2008 : Hell Rell - Black Mask Black Gloves (The Ruga Edition)
- 2008 : Gutta - Heads Will Roll
- 2008 : Blue Sky Black Death & Jean Grae - The Evil Jeanius
- 2008 : Gza - Pro Tools
- 2009 : Stoupe the Enemy of Mankind - Decalogue[18]
- 2009 : Fabio Musta - Passport
- 2009 : Snowgoons & Savage Brothers feat. Lord Lhus  - A Fist In The Thought[19]
- 2009 : U-God  - Dopium
- 2009 : Fred Money - Money Rules Tha World
- 2009 : J.R. Writer - Cinecrack
- 2009 : Randam Luck - Graveyard Shift
- 2009 : J.R. Writer -  Cinecrack 1.5
- 2009 : Tiye Phoenix - Half Woman Half Amazin'
- 2009 : Grand Puba - Retroactive
- 2010 : 9th Prince - One Man Army
- 2010 : 9th Prince - Grand Daddy Flow
- 2010 : Group Home - Gifted Unlimited Rhymes Universal
- 2011 : Rocky Business - A Rebel's Roar
- 2011 : M.O.P. - Sparta
- 2012 : Journalist 103 of The Left - Reporting Live
- 2012 : Freeway - Diamond In the Ruff
- 2013 : Kasim Keto - Long Car Rides
- 2015 : U-God : The Keynote Speaker (réédition)[20]
- 2015 : Grand Puba - The More Things Change[21]
- 2015 : GZA/Genius - Dark Matter[22]
- 2016 : Havoc et The Alchemist - The Silent Partner